# Monoculodes hartmanae
Monoculodes hartmanae är en kräftdjursart som beskrevs av J. L. Barnard 1962. Monoculodes hartmanae ingår i släktet Monoculodes och familjen Oedicerotidae. Inga underarter finns listade i Catalogue of Life.